# Пшировниця
Пшировниця (пол. Przyrownica) — село в Польщі, у гміні Водзеради Ласького повіту Лодзинського воєводства.
Населення — 111 осіб (2011).
У 1975-1998 роках село належало до Серадзького воєводства.

## Демографія
Демографічна структура станом на 31 березня 2011 року:
|          | Загалом | Допрацездатний вік | Працездатний вік | Постпрацездатний вік |
| -------- | ------- | ------------------ | ---------------- | -------------------- |
| Чоловіки | 45      | 7                  | 32               | 6                    |
| Жінки    | 66      | 12                 | 37               | 17                   |
| Разом    | 111     | 19                 | 69               | 23                   |